# Tiffanie Vande Ghinste
Tiffanie Vande Ghinste, née le 26 janvier 1988 à Braine-l'Alleud (province du Brabant wallon), est une autrice de bande dessinée et illustratrice belge.

## Biographie
Tiffanie Vande Ghinste naît le 26 janvier 1988 à Braine-l'Alleud. Elle se dirige vers la section bande dessinée de l’Institut Saint-Luc de Bruxelles. Après ses études, elle passe son temps entre ses projets de bande dessinée, son poste de libraire et ses voyages. Elle fait partie de l’atelier mille avec 7 autres auteurs et dessinateurs de bande dessinées, dont Léonie Bischoff, Thomas Gilbert, Pierre Lecrenier, Monsieur Iou, Nicolas Pitz et Jérémie Royer. Lors de l’été 2015, elle participe à une résidence artistique à La Pitrerie (Vex) en Suisse, afin de développer son projet de bande dessinée Dryades,, qui est publié dans la collection « Clef des champs » en 2018 aux éditions La Boîte à bulles après avoir eu recours à la plateforme de financement participatif Ulule. Elle est lauréate d'une bourse d’aide au projet de la Fédération Wallonie-Bruxelles en 2019. Ensuite, elle publie Déracinée : Soledad et sa famille d'accueil qui conte la vie, parfois fort complexe, d’une famille d’accueil et de Soledad, la jeune fille qui y est placée,,, en 2021, toujours chez le même éditeur. Elle reçoit le prix littéraire Les Grenades, 2022 pour Déracinée : Soledad et sa famille d'accueil,. Elle réalise Plutôt jouir ! qui traite la question de la sexualité des aînés, et de la liberté en général sur un scénario de Swann Meralli publié aux Éditions Albin Michel en 2023,. En 2025, elle dessine le roman graphique Quelques battements d'ailes sur un scénario d'Anaële Hermans et intègre ainsi la collection « Mirages » des éditions Delcourt.
Comme illustratrice, elle a réalisé la mise en images de l'ouvrage Zones à défendre : manuel d'autodéfense féministe dans le cadre de la consultation en santé sexuelle et reproductive : un guide d’autodéfense féministe réalisé par des associations féministes, en éducation permanente et en promotion de la santé en 2020.

### Vie privée
Elle réside à Saint-Josse-ten-Noode, une commune bruxelloise.

## Œuvres

### Albums de bande dessinée
- Dryades[16],[5],[17], La Boîte à bulles, coll. « Clef des champs », Saint-Avertin, septembre 2018
Scénario et dessin : Tiffanie Vande Ghinste - Couleurs : noir et blanc -  (ISBN 9782849533079)
- Déracinée - Soledad et sa famille d'accueil[8],[9],[10], La Boîte à bulles, Saint-Avertin, 7 avril 2021
Scénario et dessin : Tiffanie Vande Ghinste - Couleurs : quadrichromie -  (ISBN 9782849533901)
- Plutôt jouir[12],[13] !, Éditions Albin Michel, Paris, 31 mai 2023
Scénario : Swann Meralli - Dessin et couleurs : Tiffanie Vande Ghinste -  (ISBN 9782226464507)
- Quelques battements d'ailes[14],[18],[19], Delcourt, coll. « Mirages », Paris, 12 mars 2025
Scénario : Anaële Hermans - Dessin et couleurs : Tiffanie Vande Ghinste -  (ISBN 978-2-413-04357-7)

### Illustrations
- Zones à défendre : manuel d'autodéfense féministe dans le cadre de la consultation en santé sexuelle et reproductive de Miriam Ben Jattou, Florence Guiot, Paola Hidalgo [et al.], Femmes et santé, Saint-Gilles, 2020.

## Prix et distinctions
- 2022 :  prix littéraire Les Grenades[11] du festival pour Déracinée : Soledad et sa famille d’accueil.

#### Livres
- Philippe Mellot, Michel Denni, Laurent Turpin et Isabelle Morzadec, Trésors de la bande dessinée : BDM 2025-2026 - Catalogue encyclopédique et Argus, Paris, Les Arènes, novembre 2024, 24e éd., 1839 p., ill. ; 23 cm (ISBN 979-10-37512-61-1, OCLC 1478218824, présentation en ligne), p. 421, 463, 1117. .

#### Périodiques
- Emilien Hofman, « le portrait de Tiffanie Vande Ghinste, autrice de bande dessinée », Le Vif/L'Express,‎ 19 septembre 2021 (lire en ligne , consulté le 19 février 2024).

#### Articles
- Tiffanie Vande Ghinste (interviewée par Laurent Gianati, Laurent Cirade et C. Gayout), « « Les familles d'accueil ont énormément de devoirs et très peu de droits » », BD Gest',‎ 23 avril 2021 (lire en ligne, consulté le 8 juillet 2023).

### Émissions de radio
- Galaxies BD sur La Première, présentation : Thierry Bellefroid, intervenants : Tiffanie Vande Ghinste, Anaële Hermans et Jean-Luc Cornette (13 min 17 s), 14 juin 2025 Écouter en ligne via Auvio .

### Vidéographie
- [vidéo] « Tiffanie Vande Ghinste en interview pour PlaneteBD com », sur YouTube, le 11 février 2019, (4 min 52 s).
- [vidéo] « Fanzinez avec Tiffanie (partie 1) », sur YouTube, La dessinatrice Tiffanie Vande Ghinste propose un atelier pour enfants consacré à la création d’une bande dessinée « faite maison » sur objectifplumes.be, le 20 avril 2020, (7 min 55 s).
- [vidéo] « Interview de Tiffanie Vande Ghinste (Déracinée) », sur YouTube, Tiffanie Vande Ghinste présente Déracinée édité par La Boîte à bulles sur BD Gest', le 26 avril 2021, (29 min 12 s).